# Гегарт, Роман Михайлович
Роман Михайлович Гегарт (Троцкий; 10 октября 1908, Кременчуг, Полтавская губерния — 6 сентября 1982, Москва) — советский архитектор. Заслуженный архитектор РСФСР (1969).

## Биография
Роман Троцкий родился 27 сентября (10 октября) 1908 года в Кременчуге (ныне Полтавская область Украины) в рабочей еврейской семье. В возрасте девяти лет отец отправил его «на выучку» в часовую мастерскую. По вечерам Роман посещал Кременчугскую художественную школу, которую окончил с отличием.
В возрасте 15 лет Окрпрофсовет отправил Романа в Харьковский художественный институт на факультет живописи. Познакомившись в общежитии со студентами-архитекторами, он увлёкся архитектурой. При участии комсомольской организации Роман переехал в Москву, где сначала поступил на Московский рабфак искусств, а затем — на архитектурный факультет ВХУТЕИНа. Во время учёбы в институте под руководством архитектора А. В. Власова участвовал в конкурсе проектов Дворца Советов (проект получил вторую премию).
В 1934 году окончил Московский архитектурный институт и был оставлен в аспирантуре у архитектора Б. М. Иофана и профессора Г. М. Людвига. Совместно с Г. М. Людвигом спроектировал Дом композиторов в Москве (ул. Чаянова, 10), жилой дом «Полярник», архангельский Дворец культуры, Оперный театр в Минске, водный вокзал в Сочи, выполнил самостоятельный проект дома отдыха в Гаграх. В 1937 году вступил в Союз архитекторов СССР. В 1938 году сменил фамилию на Гегарт. В 1940 году вступил в КПСС.
Во время Великой Отечественной войны был главным архитектором Союзгипроторга. После войны переехал в Минск, где занимался восстановлением города. С 1949 по 1954 год руководил архитектурной мастерской института Белгоспроект. В 1954 году вернулся в Москву, работал в различных проектных организациях. В 1960-х годах был заместителем начальника Главного архитектурного управления Мособлисполкома.
Депутат районного совета в 1939—1946 годах. Член секции ВОПРА в 1929—1931 годах. Член секции общественных зданий Московской организации Союза архитекторов в 1937—1962 годах.
После учреждения в 1965 году Всероссийского общества охраны памятников истории и культуры (ВООПИК) возглавлял его отделение в Московской области. Член правления ВООПИК в 1965—1972 годах. Член Мособлсовета ВООПИК с 1972 года.
Преподавал в Московском архитектурном институте, в Ленинградском институте инженеров коммунального хозяйства и в Плехановском институте.
Жил в Москве по адресам: Новослободская улица, дом 45; улица Фадеева, дом 6. Умер 6 сентября 1982 года.

## Работы
Основные работы в Минске: здание Главного универсального магазина (1952, совместно с Л. Мелеги), здания управления Белглавэнерго и Белорусского государственного инженерно-исследовательского института Госстроя БССР (1952), телецентра на Коммунистической ул. (1956) и Белорусской государственной консерватории (1958), жилые дома по ул. Кирова, Коммунистической, Красной, Захарова, Козлова (1950—1954), ресторан «Заславль» под Минском (1975, совместно с А. А. Воиновым).
Выполнил проекты ряда жилых и общественных зданий в Москве, Королёве, Подольске, Сочи, Серпухове, за рубежом — в Афганистане, Мьянме.

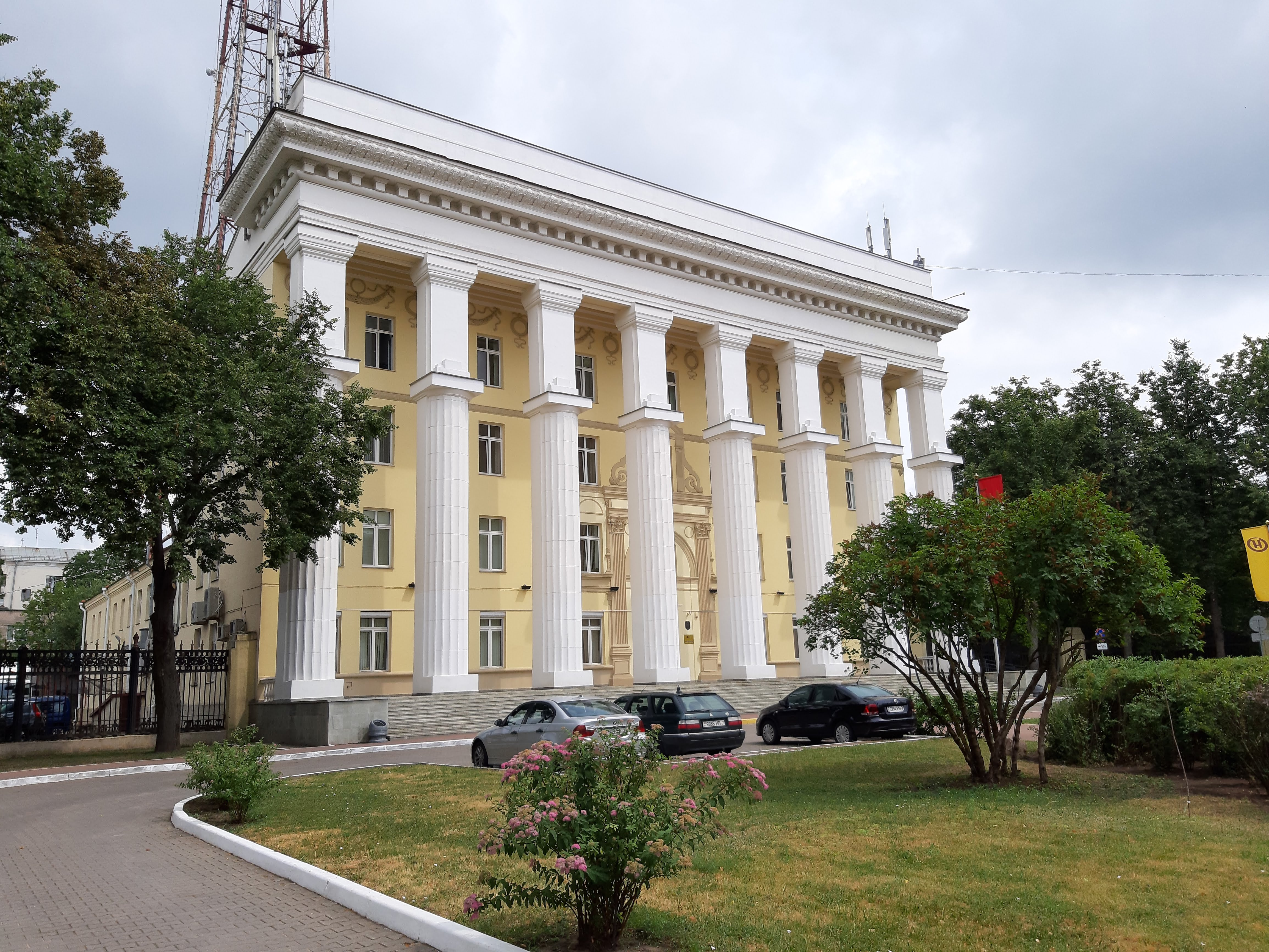
Телецентр на Коммунистической ул.
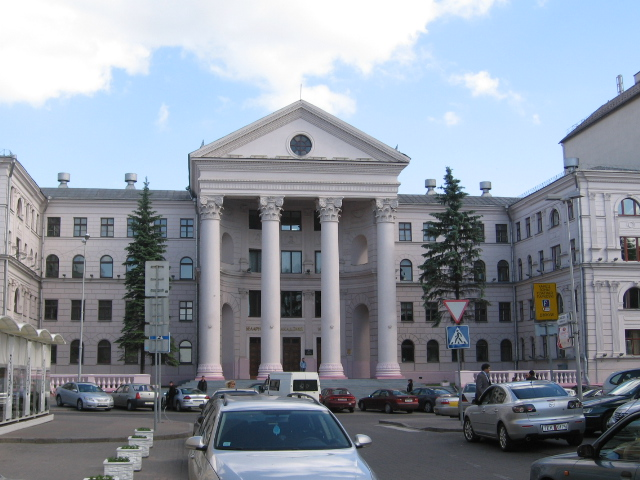
Здание  Белорусской государственной консерватории
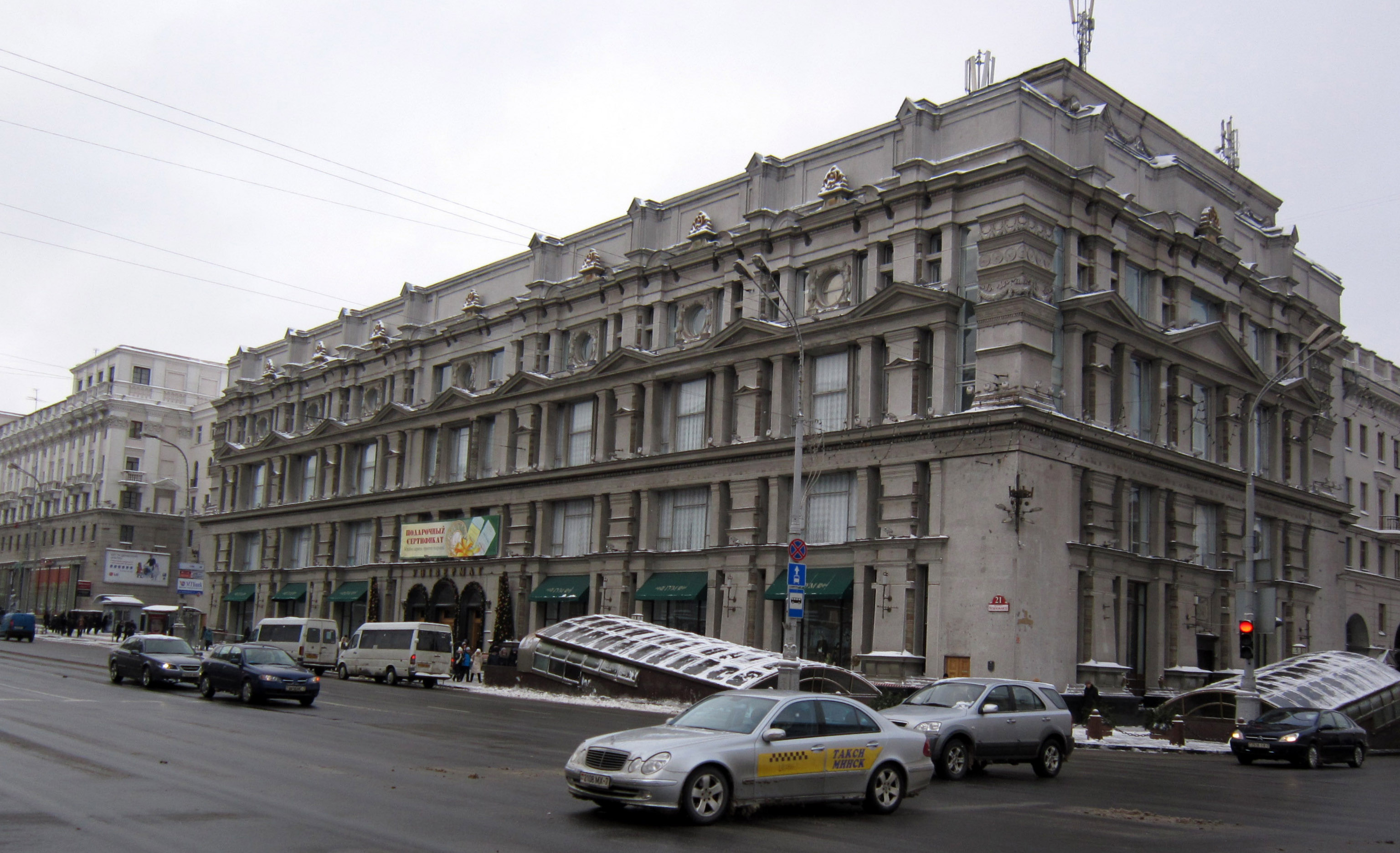
Главный универсальный магазин
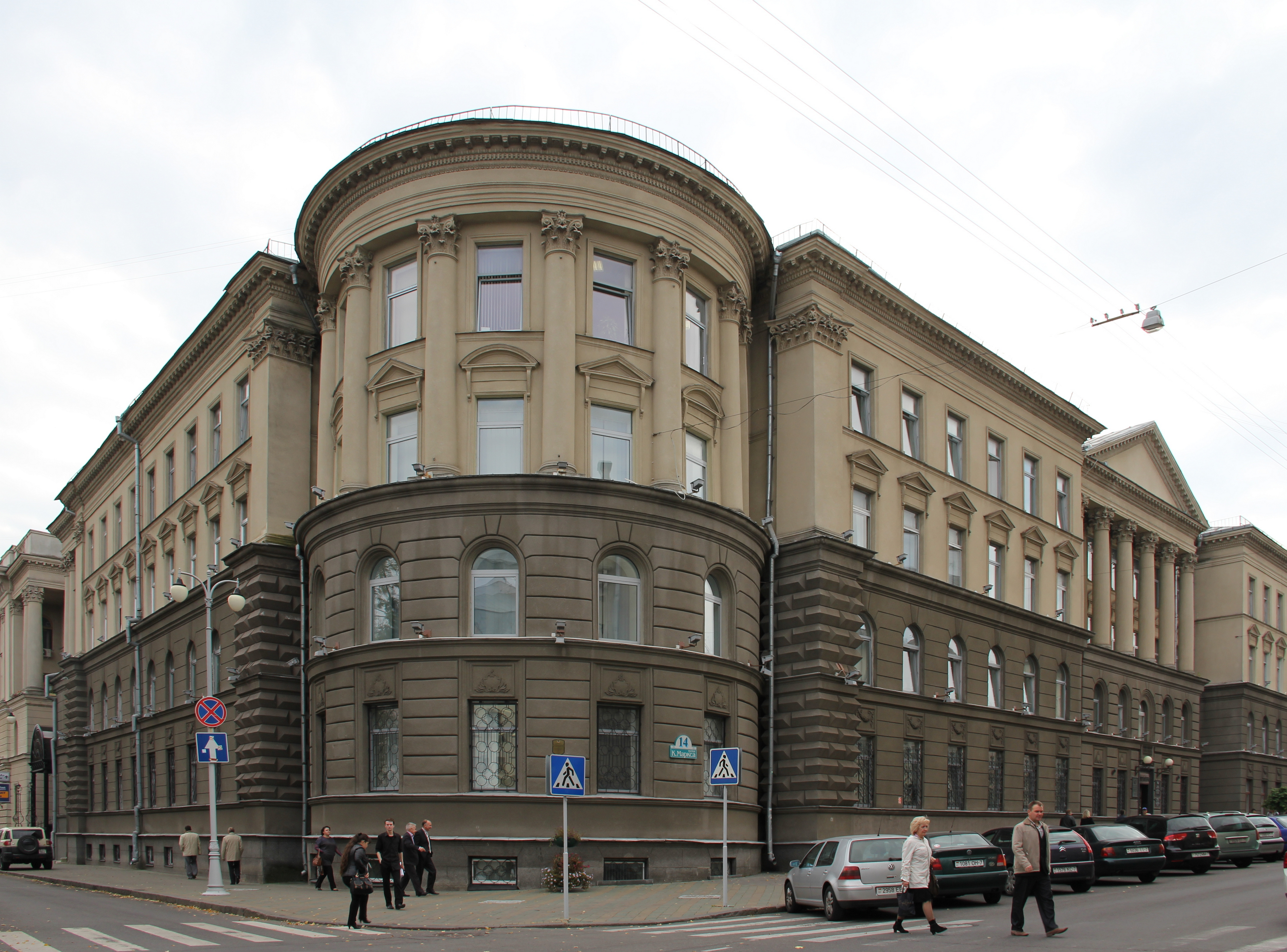
Здание «Белэнерго» на ул. Карла Маркса

## Награды и звания
- Орден «Знак Почёта» (1944)[6]
- Заслуженный архитектор РСФСР (1969)[1]
- Почётная грамота Верховного Совета БССР (1968)[3]